# Cantonul Rozay-en-Brie
Cantonul Rozay-en-Brie este un canton din arondismentul Provins, departamentul Seine-et-Marne, regiunea Île-de-France , Franța.

## Comune
- Bernay-Vilbert
- La Chapelle-Iger
- Les Chapelles-Bourbon
- Courpalay
- Crèvecœur-en-Brie
- Dammartin-sur-Tigeaux
- Fontenay-Trésigny
- Hautefeuille
- La Houssaye-en-Brie
- Lumigny-Nesles-Ormeaux
- Marles-en-Brie
- Mortcerf
- Neufmoutiers-en-Brie
- Pézarches
- Le Plessis-Feu-Aussoux
- Rozay-en-Brie (reședință)
- Tigeaux
- Touquin
- Vaudoy-en-Brie
- Villeneuve-le-Comte
- Villeneuve-Saint-Denis
- Voinsles